# M1モーターウェイ
M1は、ロンドンからリーズへ至る、イングランドを南北に走る高速道路。リーズ郊外のw:Aberford付近でA1(M)に接続する。英国初の都市間高速道路として、1959年に開通した。（ただし、高速道路規格の道路として英国で最初に開通した道路はプレストン・バイパスであり、これは後にM6に編入された。）

## 歴史
世界的には1920年代初頭に高速道路の建設が始まり、イタリアではムッソリーニ首相の命を受けアウトストラーダを、ドイツでは1921年にヒトラーの下でナチスがアウトバーンを、それぞれ建設した。イギリスでも第二次世界大戦以前より高速道路網（モーターウェイ）の整備に向けた計画が存在していた。1923年、モンタギュー卿はロンドンとバーミンガムを結ぶ高速道路のような道路を建設する会社を設立したが、これは1949年特殊道路法が成立する26年も前のことで、当該道路は限られた乗り物しか通行できなかった。1950年代にようやく英国政府が主体となって、前述の法律に基づく最初の高速道路の建設に着手した。最初の区間はランカシャーのプレストンにあるプレストン・バイパスで、1958年に開通した。（現在はM6の一部である。） M1はイギリス初のフル規格の高速道路として1959年に開通した。

### 1959年開通時の最初の区間
モーターウェイの最初の区間は現行の5番ジャンクション（ワトフォード）から18番ジャンクション（クリック/ラグビー）までの区間で、支線となるM10（7番ジャンクションからw:St Albansの南まで、当初はA1に接続していた）とM45（17番ジャンクションからA45までとコヴェントリー）の2路線と共に、1959年11月2日に開通した。ハートフォードシャー州内の一部区間は蒸気ローラーを用いて建設された。
M1の開通式は公式にはスリップ・エンド村 (ルートンの近く)で挙行され、"London-Yorkshire Motorway, This slab was sealed by the Rt Hon Harold Watkinson M.P. Minister of Transport inauguration day, 24th March 1958"（『ロンドン・ヨークシャー・モーターウェイ、当石板は右のホン・ハロルド・ワトキンソン下院議員 運輸大臣により調印された、開通日1958年3月24日』）と銘刻された大きなコンクリートの板とともに、村と隣り合う橋の上で祝われた。この銘板は2007年8月の拡張工事の際に撤去された。
M1の当区間はその大部分が北西方向へ延びるA5のルートと並行している。南東方向へ延びてA1に接続してA5へと至るワトフォード・バイパス (A41)を起点とする。M1から分岐している支線のM10とは、北部環状道路（M25へ至るA405/A414）で接続しており、更にこの環状道は (現在はA5183として再編された) A5および（A414を経由して2マイル (3.2 km)東にあってM25の区間の一部となっている）A6に接続している。
1959年に最初の区間が全て開通したが、2つの区間に分けて建設された。10番から18番ジャンクションまでの北側の区間はJohn Laing、南側区間のSt AlbansバイパスはTarmac Constructionがそれぞれ工事を受け持った。

## ジャンクションなど
| M1 モーターウェイのジャンクション等施設 |                                                                           |                                    | |                                                                 |
| チャリング・クロスからの距離 (km) | 南方面出入口 (上り・B車線)                                                | ジャンクション                     | 北方面出入口 (下り・A車線)                                                                              | 地理座標                                                        |
| 11.3 | 北側環状 (東)、ブレント・クロス A406                                      | J1（南端）                         | 起点 | 北緯51度34分31秒 西経0度14分05秒 / 北緯51.57515度 西経0.23471度 |
| 14.6 14.8 | 北側環状 (東) A406 シティ A1                                              | J2                                 | 出口のみ                                                                                                | 北緯51度36分14秒 西経0度14分23秒 / 北緯51.60399度 西経0.23977度 |
| 19.3 | ロンドン・ゲートウェイ・サービス                                          | SA                                 | ロンドン・ゲートウェイ・サービス                                                                        | 北緯51度38分06秒 西経0度15分58秒 / 北緯51.63513度 西経0.26610度 |
| 21.3 21.8 | エッジウェア A41                                                          | J4                                 | No access                                                                                               | 北緯51度38分10秒 西経0度18分17秒 / 北緯51.63612度 西経0.30468度 |
| 27.5 28.1 | ハーロウ A41 ワトフォード A4008                                           | J5                                 | w:Aylesbury, Watford A41                                                                                | 北緯51度40分18秒 西経0度22分08秒 / 北緯51.67162度 西経0.36894度 |
| 31.7 32.2 | North Watford A405                                                        | J6                                 | w:St Albans, ヒースロー空港, Harlow A405                                                                | 北緯51度42分22秒 西経0度22分55秒 / 北緯51.70602度 西経0.38182度 |
| 32.9 33.5 | ヒースロー, ガトウィック, M40, M4, M3, スタンステッド空港 M11, M20, M25   | J6a M1 - M25 インターチェンジ      | 出口のみ                                                                                                | 北緯51度43分06秒 西経0度23分10秒 / 北緯51.71831度 西経0.38607度 |
| 36.2 36.6 | St Albans, Hatfield A414                                                  | J7                                 | 出口のみ                                                                                                | 北緯51度44分57秒 西経0度24分33秒 / 北緯51.74930度 西経0.40928度 |
| 37.8 38.3 | w:Hemel Hempstead                                                         | J8                                 | Hemel Hempstead A414                                                                                    | 北緯51度45分25秒 西経0度24分59秒 / 北緯51.75695度 西経0.41641度 |
| 44.9 45.6 | w:Redbourn A5183                                                          | J9                                 | Dunstable A5, Redbourn A5183                                                                            | 北緯51度49分12秒 西経0度25分02秒 / 北緯51.82000度 西経0.41714度 |
| 48.8 49.2 | w:Luton Airport A1081                                                     | J10                                | Luton Airport A1081                                                                                     | 北緯51度51分14秒 西経0度25分25秒 / 北緯51.85397度 西経0.42370度 |
| 54.3 54.7 | w:Luton, w:Dunstable A505                                                 | J11                                | Luton, Dunstable A505                                                                                   | 北緯51度53分36秒 西経0度28分12秒 / 北緯51.89347度 西経0.46988度 |
| 62.6 | w:Toddington services                                                     | Services                           | Toddington services                                                                                     | 北緯51度56分52秒 西経0度30分10秒 / 北緯51.94778度 西経0.50275度 |
| 62.0 62.6 | w:Flitwick, w:Houghton Regis A5120                                        | J12                                | Flitwick, Woburn A5120                                                                                  | 北緯51度57分27秒 西経0度30分58秒 / 北緯51.95744度 西経0.51606度 |
| 72.7 73.1 | Milton Keynes (South), w:Bedford A421 Woburn, w:Ampthill A507             | J13                                | ミルトン・キーンズ (南), Bedford A421 Ampthill A507                                                     | 北緯52度01分36秒 西経0度36分13秒 / 北緯52.02657度 西経0.60360度 |
| 80.0 80.8 | ミルトン・キーンズ (中央), w:Newport Pagnell A509                         | J14                                | ミルトン・キーンズ (中央), Newport Pagnell A509                                                         | 北緯52度03分32秒 西経0度42分00秒 / 北緯52.05877度 西経0.70012度 |
| 86.5 | w:Newport Pagnell services                                                | SA                                 | Newport Pagnell services                                                                                | 北緯52度05分00秒 西経0度44分55秒 / 北緯52.08330度 西経0.74853度 |
| 99.4 100.2 | ノーサンプトン A45 ミルトン・キーンズ (北) A508                           | J15                                | ノーサンプトン A45 ミルトン・キーンズ (北) A508                                                         | 北緯52度11分09秒 西経0度53分44秒 / 北緯52.18588度 西経0.89551度 |
| 103.5 104.5 | ノーサンプトン、オックスフォード A43 (M40) ノーサンプトン・サービス       | J15a SA                            | ノーサンプトン、オックスフォード A43 (M40) ノーサンプトン・サービス                                     | 北緯52度12分35秒 西経0度56分40秒 / 北緯52.20961度 西経0.94435度 |
| 109.2 109.9 | ノーサンプトン A4500                                                      | J16                                | w:Daventry A45                                                                                          | 北緯52度13分49秒 西経1度00分58秒 / 北緯52.23030度 西経1.01598度 |
| 120.8 | ワトフォード・ギャップ・サービス                                          | SA                                 | ワトフォード・ギャップ・サービス                                                                        | 北緯52度18分25秒 西経1度07分19秒 / 北緯52.30696度 西経1.12202度 |
| 123.3 123.8 | 出口のみ                                                                  | J17                                | コヴェントリー M45                                                                                      | 北緯52度19分29秒 西経1度08分26秒 / 北緯52.32464度 西経1.14069度 |
| 126.3 126.9 | Daventry, DIRFT A428                                                      | J18                                | w:Hinckley A5 Rugby A428 DIRFT                                                                          | 北緯52度21分03秒 西経1度09分16秒 / 北緯52.35089度 西経1.15455度 |
| 132.4 133.1 | The North West M6 w:Felixstowe, w:Corby, w:Kettering A14                  | J19 M1 - M6 - A14 インターチェンジ | The North West M6                                                                                       | 北緯52度24分19秒 西経1度10分37秒 / 北緯52.40522度 西経1.17704度 |
| 137.6 138.5 | w:Lutterworth, Rugby A4303                                                | J20                                | w:Lutterworth A4303 w:Market Harborough A4304                                                           | 北緯52度27分01秒 西経1度11分29秒 / 北緯52.45015度 西経1.19146度 |
| 154.6 155.4 | コヴェントリー、バーミンガム M69 レスター A5460                           | J21                                | Coventry M69 Leicester A5460                                                                            | 北緯52度36分01秒 西経1度11分42秒 / 北緯52.60041度 西経1.19498度 |
| 157.2 | レスター・フォレスト・イースト・サービス                                  | SA                                 | レスター・フォレスト・イースト・サービス                                                                | 北緯52度37分09秒 西経1度12分21秒 / 北緯52.61920度 西経1.20579度 |
| 159.8 160.1 | 出口のみ                                                                  | J21a                               | レスター, Newark A46                                                                                    | 北緯52度38分09秒 西経1度13分05秒 / 北緯52.63577度 西経1.21798度 |
| 167.8 168.5 | レスター A50, w:Coalville A511                                            | J22                                | w:Coalville, w:Ashby-de-la-Zouch A511                                                                   | 北緯52度41分45秒 西経1度17分33秒 / 北緯52.69592度 西経1.29240度 |
| 175.1 175.8 | w:Loughborough, w:Ashby-de-la-Zouch A512                                  | J23                                | Loughborough, Ashby-de-la-Zouch A512                                                                    | 北緯52度45分37秒 西経1度16分26秒 / 北緯52.76032度 西経1.27394度 |
| 182.5 182.8 | The South West, w:Tamworth、バーミンガム、 w:Ashby-de-la-Zouch, A42 (M42) | J23a SA                            | The South West, Tamworth, バーミンガム A42 (M42) w:East Midlands Airport A453 w:Donington Park services | 北緯52度49分09秒 西経1度18分20秒 / 北緯52.81929度 西経1.30544度 |
| 184.9 185.7 | w:Loughborough A6 w:East Midlands Airport A453 w:Donington Park services  | J24                                | Stoke A50 Derby A6 ノッティンガム 南/中央 A453                                                          | 北緯52度50分38秒 西経1度17分45秒 / 北緯52.84397度 西経1.29570度 |
| 186.3 187.0 | Stoke A50, ダービー A6                                                    | J24a                               | 出口のみ                                                                                                | 北緯52度51分29秒 西経1度18分04秒 / 北緯52.85796度 西経1.30106度 |
| 193.2 193.9 | ノッティンガム 南、ダービー A52                                           | J25                                | Derby, Nottingham West/Centre A52                                                                       | 北緯52度54分57秒 西経1度17分59秒 / 北緯52.91589度 西経1.29969度 |
| 199.8 | Trowell services                                                          | SA                                 | Trowell services                                                                                        | 北緯52度57分44秒 西経1度16分02秒 / 北緯52.96216度 西経1.26725度 |
| 202.8 203.7 | ノッティンガム、w:Ilkeston A610                                           | J26                                | Ripley, Eastwood, Nottingham North/Centre A610                                                          | 北緯52度59分24秒 西経1度14分04秒 / 北緯52.98991度 西経1.23455度 |
| 211.7 212.4 | w:Heanor, w:Hucknall A608                                                 | J27                                | w:Mansfield A608                                                                                        | 北緯53度03分48秒 西経1度16分09秒 / 北緯53.06342度 西経1.26909度 |
| 217.2 218.0 | Matlock A38                                                               | J28                                | Mansfield, Matlock A38                                                                                  | 北緯53度06分05秒 西経1度19分26秒 / 北緯53.10129度 西経1.32398度 |
| 222.5 | w:Tibshelf services                                                       | SA                                 | Tibshelf services                                                                                       | 北緯53度08分19秒 西経1度19分51秒 / 北緯53.13848度 西経1.33093度 |
| 228.1 229.0 | Mansfield, Matlock A617                                                   | J29                                | w:Chesterfield A617                                                                                     | 北緯53度11分52秒 西経1度19分22秒 / 北緯53.19773度 西経1.32287度 |
| | Markham Vale A6192 w:Bolsover (A632)                                      | J29a                               | Markham Vale A6192 Bolsover (A632)                                                                      | 北緯53度14分47秒 西経1度19分52秒 / 北緯53.24647度 西経1.33111度 |
| 238.9 239.5 | チェスターフィールド、ニューアーク A616                                   | J30                                | シェフィールド、w:Worksop A6135                                                                         | 北緯53度17分11秒 西経1度17分46秒 / 北緯53.28651度 西経1.29604度 |
| 243.5 | ウッドール・サービス                                                      | SA                                 | ウッドール・サービス                                                                                    | 北緯53度18分56秒 西経1度16分56秒 / 北緯53.31552度 西経1.28214度 |
| 247.5 248.2 | Worksop A57                                                               | J31                                | Sheffield (SE) A57                                                                                      | 北緯53度21分44秒 西経1度17分00秒 / 北緯53.36221度 西経1.28347度 |
| 251.6 252.1 | The North, w:Doncaster, Hull M18                                          | J32 M1 - M18 インターチェンジ      | The North, Doncaster, Hull M18                                                                          | 北緯53度23分30秒 西経1度16分56秒 / 北緯53.39160度 西経1.28231度 |
| 255.6 256.2 | シェフィールド (中央)、w:Rotherham、A630                                  | J33                                | シェフィールド (中央)、ロザラム、A630                                                                   | 北緯53度23分55秒 西経1度20分59秒 / 北緯53.39848度 西経1.34977度 |
| 259.9 260.3 | w:Meadowhall, Rotherham A6109:                                            | J34                                | Meadowhall, シェフィールド、ロザラム A6178:                                                             | 北緯53度25分03秒 西経1度24分23秒 / 北緯53.41754度 西経1.40634度 |
| 265.4 266.2 | ロザラム A629                                                             | J35                                | ロザラム A629                                                                                           | 北緯53度27分21秒 西経1度26分43秒 / 北緯53.45581度 西経1.44539度 |
| 268.2 268.6 | 出口のみ                                                                  | J35a                               | マンチェスター A616                                                                                     | 北緯53度28分31秒 西経1度27分32秒 / 北緯53.47525度 西経1.45891度 |
| 270.3 271.2 | シェフィールド A61                                                        | J36                                | w:Barnsley A61                                                                                          | 北緯53度29分47秒 西経1度28分32秒 / 北緯53.49632度 西経1.47547度 |
| 276.9 277.8 | Barnsley, Manchester A628                                                 | J37                                | Barnsley, Manchester A628                                                                               | 北緯53度32分55秒 西経1度30分56秒 / 北緯53.54872度 西経1.51568度 |
| 283.9 284.7 | w:Huddersfield, Barnsley A637                                             | J38                                | Huddersfield, Barnsley A637                                                                             | 北緯53度36分11秒 西経1度33分03秒 / 北緯53.60297度 西経1.55092度 |
| 287.2 | w:Woolley Edge services                                                   | Services                           | Woolley Edge services                                                                                   | 北緯53度37分18秒 西経1度32分54秒 / 北緯53.62161度 西経1.54821度 |
| 289.5 290.4 | w:Denby Dale A636                                                         | J39                                | Denby Dale A636                                                                                         | 北緯53度39分02秒 西経1度31分43秒 / 北緯53.65064度 西経1.52869度 |
| 293.8 294.5 | ウェイクフィールド、w:Dewsbury A638                                       | J40                                | ウェイクフィールド、Dewsbury, w:Batley A638                                                             | 北緯53度41分01秒 西経1度33分18秒 / 北緯53.68357度 西経1.55508度 |
| 297.9 298.7 | ウェイクフィールド、Morley A650                                           | J41                                | ウェイクフィールド、Morley A650                                                                         | 北緯53度42分56秒 西経1度32分07秒 / 北緯53.71556度 西経1.53534度 |
| 300.1 301.0 | Hull, マンチェスター M62                                                  | J42 M1 - M62 インターチェンジ      | Hull、マンチェスター、ブラッドフォード、リヴァプール M62                                                | 北緯53度43分51秒 西経1度30分43秒 / 北緯53.73087度 西経1.51195度 |
| 303.2 304.1 | 出口のみ                                                                  | J43                                | リーズ M621                                                                                             | 北緯53度45分17秒 西経1度30分53秒 / 北緯53.75460度 西経1.51461度 |
| 304.8 305.6 | リーズ A639                                                               | J44                                | リーズ A639                                                                                             | 北緯53度45分45秒 西経1度29分29秒 / 北緯53.76256度 西経1.49139度 |
| 307.1 307.7 | リーズ A63                                                                | J45                                | リーズ A63                                                                                              | 北緯53度46分34秒 西経1度28分13秒 / 北緯53.77613度 西経1.47041度 |
| 311.7 312.2 | リーズ A6120                                                              | J46                                | リーズ A6120 w:Selby A63                                                                                | 北緯53度47分31秒 西経1度25分35秒 / 北緯53.79198度 西経1.42646度 |
| 316.4 317.1 | w:Castleford A656 w:Garforth A642                                         | J47                                | ガーフォース A642 w:The SOUTH (A1)                                                                      | 北緯53度48分20秒 西経1度21分41秒 / 北緯53.80557度 西経1.36149度 |
| 318.1 | 起点                                                                      | A1(M), J43 北端                    | The North, w:Wetherby A1(M)                                                                             | 北緯53度49分18秒 西経1度20分19秒 / 北緯53.82178度 西経1.33866度 |
| 備考 - Data from w:Driver location signs/location marker posts are used to provide distance and carriageway identification information. Where a junction spans several hundred metres and the data is available, both the start and finish values for the junction are shown. Coordinate data from ACME Mapper. |                                                                           |                                    | |                                                                 |